# Кряжков, Александр Иванович
Александр Иванович Кряжков (1910 — ?) — советский футболист, нападающий.
В командах мастеров Кряжков провёл два сезона в высшей лиге за «Динамо Ленинград», сыграл семь матчей, забил три гола. В 1937 году сыграл за сборную Ленинграда против Басконии в рамках турне последней по СССР. К концу первого тайма Кряжков своим голом удвоил преимущество ленинградцев, однако во втором тайме гости пошли большими силами вперёд и в конечном счёте сравняли счёт (2:2). В 1939 году сыграл один матч за «Сталинец», предшественник ленинградского «Зенита». Дальнейшая судьба неизвестна.